# 奇倫紹夫齊
奇倫紹夫齊（發音：[ˈtʃɾeːnʃɔu̯tsi]），是斯洛維尼亞東北部普雷克穆列地區奇倫紹夫齊市鎮的一個聚居地及其行政中心。切爾內次溪是萊達瓦河的一條支流，流經當地。
奇倫紹夫齊的堂區教堂屬於天主教穆爾斯卡索博塔教區。它建於1860年，位於一座始建於14世紀初期的早期教堂的遺址上。

## 外部連結
- 维基共享资源上的相關多媒體資源：奇倫紹夫齊
- Črenšovci on Geopedia （页面存档备份，存于）